# Ziziphus glaziovii
Ziziphus glaziovii är en brakvedsväxtart som beskrevs av Johannes Eugen ius Bülow Warming. Ziziphus glaziovii ingår i släktet Ziziphus och familjen brakvedsväxter. Inga underarter finns listade i Catalogue of Life.